# 26357 Laguerre
26357 Laguerre è un asteroide della fascia principale. Scoperto nel 1998, presenta un'orbita caratterizzata da un semiasse maggiore pari a 2,6214491 UA e da un'eccentricità di 0,1879007, inclinata di 11,66591° rispetto all'eclittica.